# Norman Pritchard
Norman Gilbert Pritchard (23. června 1877 Kalkata — 31. října 1929 Norwalk) byl indický atlet a filmový herec, dvojnásobný olympijský medailista.
Pocházel z anglické rodiny usazené v Kalkatě, studoval na tamní Saint Xavier College, kterou reprezentoval ve fotbale a lehké atletice. Stal se sedmkrát po sobě mistrem Bengálska v běhu na 100 yardů. V roce 1900 odcestoval do Anglie, kde skončil druhý na mistrovství Amateur Athletic Association a byl pozván na Letní olympijské hry 1900 v Paříži. V běhu na 60 metrů vypadl v rozběhu a na 100 metrů v semifinále, v běhu na 200 metrů skončil na druhém místě za Johnem Walterem Tewksburym a v překážkovém běhu na 200 metrů byl rovněž druhý za Alvinem Kraenzleinem. Na 100 metrů překážek postoupil do finále, ale závod nedokončil a nebyl klasifikován. Jako cenu za umístění dostal od pořadatelů olympiády perořízek (medaile se tehdy neudělovaly, ale někteří závodníci je obdrželi dodatečně). Vzhledem k nedostatečným záznamům existují spory, zda Pritchard na hrách reprezentoval Indii (v tom případě by byl historicky prvním indickým a vůbec asijským olympijským medailistou) nebo Velkou Británii.
Po olympiádě působil jako tajemník Indian Football Association, později odjel do Hollywoodu, kde se pod pseudonymem Norman Trevor stal uznávaným hercem němého filmu. Představil se po boku Ronalda Colmana v dobrodružných snímcích Pevnost mrtvých a Kapitán Sorrel a syn (režie Herbert Brenon) a s Clarou Bow hrál v psychologickém filmu Dítě rozvodu (režie Josef von Sternberg).